# آلومیناید تیتانیوم
آلومیناید تیتانیوم، TiAl، معمولاً تیتانیوم گاما، یک ترکیب شیمیایی بین فلزی است. سبک‌وزن و مقاوم در برابر اکسیداسیون و حرارت است، اما شکل پذیری کمی دارد. چگالی γ-TIAL است حدود ۴٫۰ گرم / سانتی‌متر مکعب است. این ترکیب در چندین کاربرد از جمله هواپیما، موتورهای جت، تجهیزات ورزشی و اتومبیل استفاده می‌شود. توسعه آلیاژهای مبتنی بر TiAl در حدود سال ۱۹۷۰ آغاز شد. این آلیاژها تنها از سال ۲۰۰۰ در این کاربردها استفاده شده‌اند.

## کاربردهای گاما-TiAl

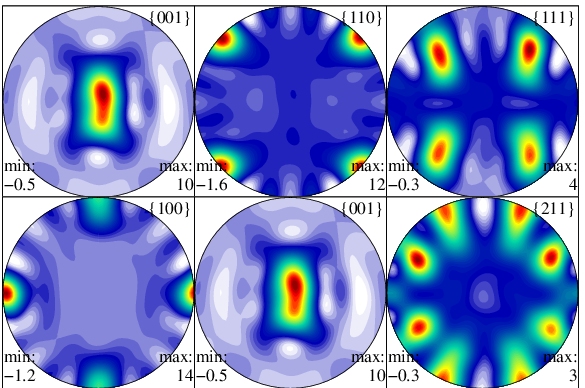
شکل‌های قطبی که بافت کریستالوگرافی گاما-TiAl را در ورق نورد آلیاژ آلفا۲-گاما نشان می‌دهد، همان‌طور که توسط پرتوهای ایکس با انرژی بالا اندازه‌گیری شد.

Gamma TiAl دارای خواص مکانیکی عالی و مقاومت در برابر اکسیداسیون و خوردگی در دماهای بالا (بیش از ۶۰۰ درجه سانتی گراد) است. ، که آن را یک جایگزین مناسب برای روش سنتی استفاده از آلیاژ های نیکل برای سوپر آلیاژ مورد استفاده در قطعات موتور های توربین هواپیما قرار می دهد.
آلیاژهای مبتنی بر TiAl دارای پتانسیل افزایش نسبت رانش به وزن در موتورهای هواپیما هستند. این امر به ویژه در مورد پره‌های توربین کم فشار موتور و تیغه‌های کمپرسور با فشار بالا صادق است. اینها به‌طور سنتی از سوپرآلیاژ مبتنی بر Ni ساخته می‌شوند که تقریباً دو برابر آلیاژهای مبتنی بر TiAl چگالی دارند. برخی از آلیاژهای آلومینید تیتانیوم گاما استحکام و مقاومت در برابر اکسیداسیون را تا ۱۰۰۰ درجه سانتی گراد حفظ می‌کنند  که ۴۰۰ درجه سانتی گراد بالاتر از حد دمای عملیاتی آلیاژهای تیتانیوم معمولی است.
جنرال الکتریک از گاما TiAl برای پره‌های توربین کم فشار موتور GEnx خود استفاده می‌کند که در هواپیماهای بوئینگ ۷۸۷ و بوئینگ ۷۴۷–۸ را مورد استفاده قرار گرفته‌است. این اولین مورد استفاده در مقیاس بزرگ از این ماده در موتور جت تجاری بود که در سال ۲۰۱۱ وارد خدمت شد. تیغه‌های TiAl LPT توسط Precision Castparts Corp و Avio spa ریخته‌گری می‌شوند. ماشینکاری تیغه‌های LPT مرحله ۶ و مرحله ۷ توسط تولیدی مولر انجام می‌شود. یک مسیر جایگزین برای تولید تیغه‌های گاما TiAl برای موتورهای GEnx و GE9x با استفاده از چاپ سه‌بعدی در حال بررسی است.
در سال ۲۰۱۹ یک نسخه سبک‌وزن ساعت مچی Omega Seamaster با استفاده از آلومینیوم تیتانیوم گاما برای قاب، قاب پشتی، صفحه و مکانیزم تیتانیومی در Ti 6/4 (درجه ۵) ساخته شد. قیمت خرده‌فروشی این ساعت ۳۷۲۴۰ پوندی، ۹ برابر بیشتر از Seamaster پایه بود و قابل مقایسه با بالاترین نسخه با بدنه پلاتینیوم با پیچیدگی فاز ماه بود.